# 蘆鰻
蘆鰻（学名：Erpetoichthys calabaricus）俗名草繩恐龍，為輻鰭魚綱多鰭魚目多鰭魚科的其中一種。

## 分布
本魚分布於非洲奈及利亞的歐根河口到在剛果布拉札維尔的Chiloango河流域。

## 特徵
本魚體細長而呈圓柱狀，體色大多為棕綠色，腹部為淡橘紅色，吻部較下顎突出，胸鰭肉柄上有一明顯的黑色斑塊，無腹鰭及下鰓蓋骨。背鰭硬棘8至12枚，臀鰭軟條9至13枚，體長可達37公分。

## 生態
本魚棲息在蘆葦茂盛且靜止或流動緩慢淡水區域，夜行性，以捕食蠕蟲，甲殼動物與昆蟲為生。能呼吸空氣而且如此能容忍溶氧量低的集中，仔魚具有外鰓。

## 經濟利用
可做為觀賞魚，由於有跳水習性飼養時一定要加蓋。